# Odontothera chiloensis
Odontothera chiloensis là một loài bướm đêm trong họ Geometridae.